# 佐藤茂秋
佐藤 茂秋（さとう しげあき、1940年（昭和15年）2023年 (令和5年 9月16日) - ）は、日本の医学者。専門は分子疫学、衛生学。神戸大学名誉教授。

## 経歴・人物
1959年（昭和34年）、静岡県立静岡高等学校卒業。1965年（昭和40年）、東京大学医学部医学科卒業。1985年（昭和60年）、富山県衛生研究所長の時、「環境発がん物質の複合効果と人体に対する危険度の評価」代表研究者として日産財団研究助成金を受領。1987年（昭和62年）2月、国立がんセンター研究所生化学部部長の時、「加熱食品中の発癌物質のヒト発癌に対する危険度の実験的検討」に1986年度高松宮妃癌研究基金助成金を受領。1991年（平成3年）、神戸大学医学部衛生学講座教授。神戸大学動物実験施設長併任（1998年〜2002年）。2001年（平成13年）、同大学院医学研究科 展開医科学領域 生体情報医学講座 分子疫学分野教授。2003年（平成15年）、神戸大学名誉教授。兵庫県立加古川病院長。日本癌学会評議員・日本生化学会評議員・日本衛生学会評議員・日本糖尿病学会員発がん性調査会調査員・科学技術会議専門委員・医薬品医療機器総合機構専門委員。
2023年 (令和5年 9月16日) 死去。

## 編著
- 『ガンはどうしたら予防できるか』 J.ケーンズ 原著 ; 日経サイエンス編集部 編 日経サイエンス 1984.2
- 『ガンは遺伝するか』 C.クロース 他原著 ; 日経サイエンス編集部 編 日経サイエンス 1984.7
- 『多重がんの基礎と臨床』 末舛恵一 , 佐藤茂秋 監修 ライフ・サイエンス・センター 1983.11
- 『Proceedings : the 15th Anniversary Symposium of International Center for Medical Research, Kobe University School of Medicine : medecal [i.e. medical] cooperation in Asia, its future : 22-23 January, 1996, Kobe International Conference Center』　[editor-in-chief, Shigeaki Sato]	 International Center for Medical Research, Kobe University 1996
- 『Proceedings : Second Asia-Pacific Symposium on Environmental and Occupational Health, 22-24 July, 1993, Kobe』 [editor-in-chief, Kimiaki Sumino ; editorial members, Shigeaki Sato ... et al. International Center for Medical Research, Kobe University School of Medicine 1994